# NGC 3589
NGC 3589 é uma galáxia espiral barrada (SBcd) localizada na direcção da constelação de Ursa Major. Possui uma declinação de +60° 42' 02" e uma ascensão recta de 11 horas, 15 minutos e 13,3 segundos.
A galáxia NGC 3589 foi descoberta em 9 de Abril de 1793 por William Herschel.